# Concana intricata
Concana intricata är en fjärilsart som beskrevs av William Schaus 1911. Concana intricata ingår i släktet Concana och familjen nattflyn. Inga underarter finns listade i Catalogue of Life.